# Kolkwitzia amabilis
Kolkwitzia amabilis là một loài thực vật có hoa trong họ Kim ngân. Loài này được Karl Otto Robert Peter Paul Graebner mô tả khoa học đầu tiên năm 1901. Năm 2013, trên cơ sở chứng cứ phát sinh chủng loài phân tử cho thấy nhánh Linnaea là đơn ngành nên Maarten Christenhusz đề xuất mở rộng chi Linnaea để bao gồm tất cả các loài thuộc các chi Abelia (trừ tổ Zabelia), Diabelia, Dipelta, Vesalea và Kolkwitzia, đổi danh pháp của nó thành Linnaea amabilis. Đề xuất này được một số nguồn thứ cấp chấp nhận, như Plants of the World Online (POWO). Tuy nhiên, điều này bị phần lớn các tài liệu khoa học và thực vật chí sau đó từ chối và các tài liệu này vẫn duy trì các chi truyền thống, trên cơ sở các khác biệt về hình thái, sinh địa lý học và duy trì sự ổn định danh pháp.
Tên gọi tiếng Trung là 蝟实/猬实 (vị thật).

## Mô tả
Cây bụi, mọc thẳng, cao đến 3 m. Các cành cây non rậm lông, dần trở thành nhẵn nhụi. Cuống lá 1–2 mm; phiến lá hình elip đến hình trứng, 3-8 × 1,5-2,5 cm, cả hai bề mặt có lông tơ thưa thớt, lông tơ và lông mịn dày đặc lan rộng trên các gân và mép lá, đáy thuôn tròn hoặc hình nêm rộng, mép lá nguyên, hiếm khi có răng cưa xẻ nông, đỉnh nhọn đến nhọn hoắt. Cụm hoa hình chùy; hoa đơn hoặc cặp đôi (hoa nở kế tiếp nhau) trong cùng một cụm hoa; cuống hoa 10–15 mm; lá bắc hình mác, hợp sinh chặt chẽ vào đáy bầu nhụy. Lá đài 5, hình mác, đến 5 mm, có lông tơ. Tràng hoa màu trắng điểm hồng, 15–25 mm, bên ngoài có lông tơ, đáy rất hẹp, phình to đột ngột phía trên điểm giữa; môi dưới 3 thùy, có râu, có đốm hình lưới màu da cam; môi trên 2 thùy. Bầu nhụy hình chai có cổ dài; vòi nhụy có lông tơ; đầu nhụy hình đầu, chèn vào. Quả bế được bao trong các lá bắc xốp, dạng gỗ và cứng, đỉnh thuôn dài, bao quanh ở đỉnh là các lá đài bền, không cùng phát triển. Ra hoa tháng 5-6, tạo quả tháng 8-9. Số nhiễm sắc thể 2n = 32.

## Phạm vi phân bố
Dốc núi, vệ đường, bụi rậm; ở độ cao 300-1.300 m. Tại Trung Quốc có tại các tỉnh An Huy, Cam Túc, Hà Nam, Hồ Bắc, Thiểm Tây, Sơn Tây và có thể có ở tỉnh Hà Bắc. Loài này rất hiếm gặp trong tự nhiên nhưng được gieo trồng rộng rãi.

## Hình ảnh

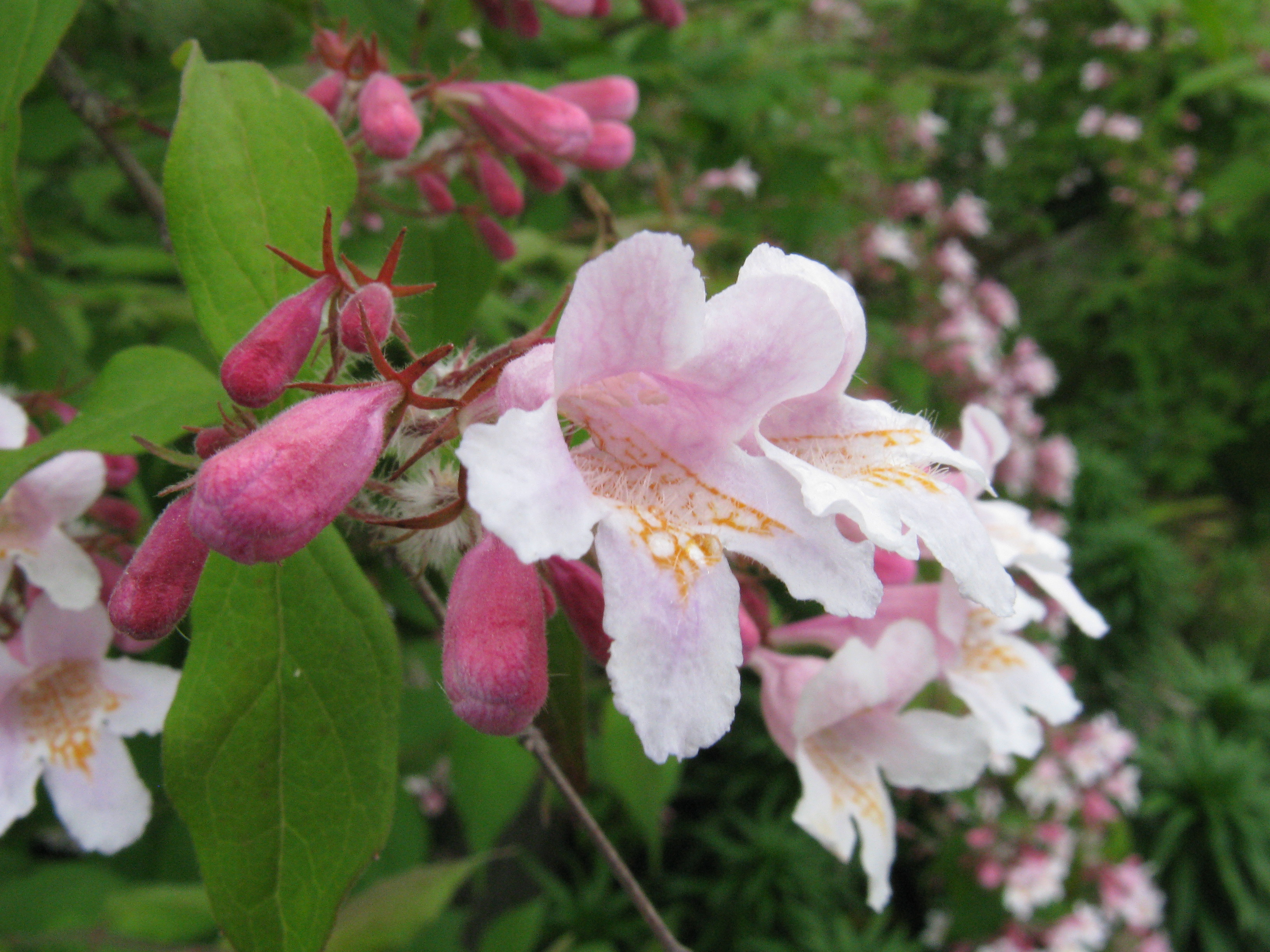
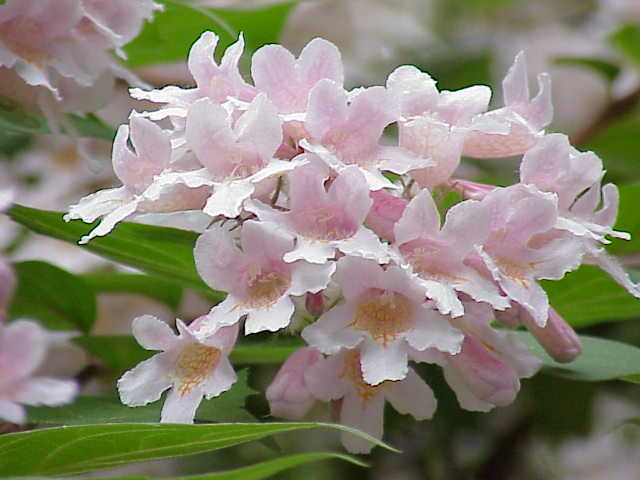
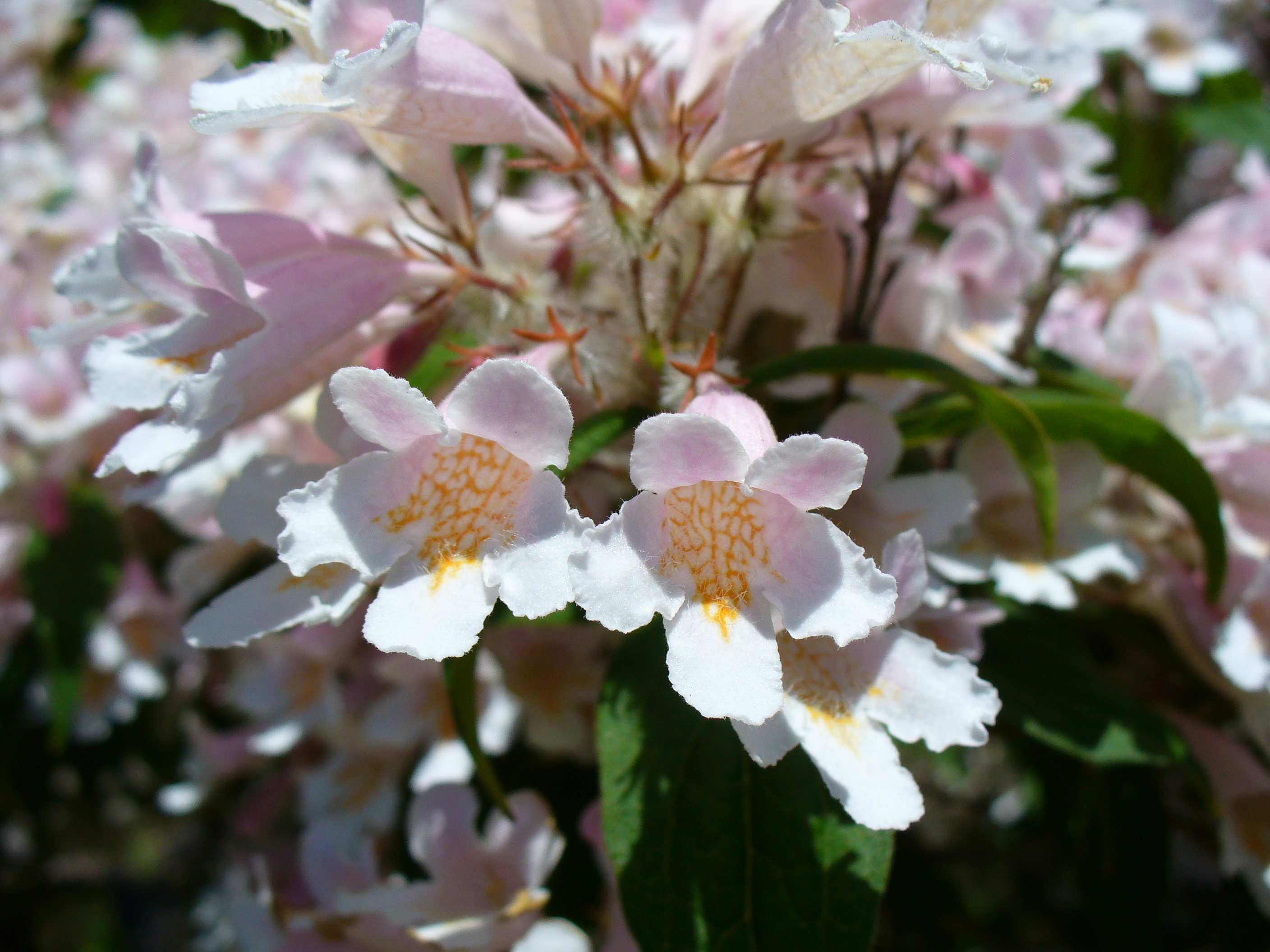
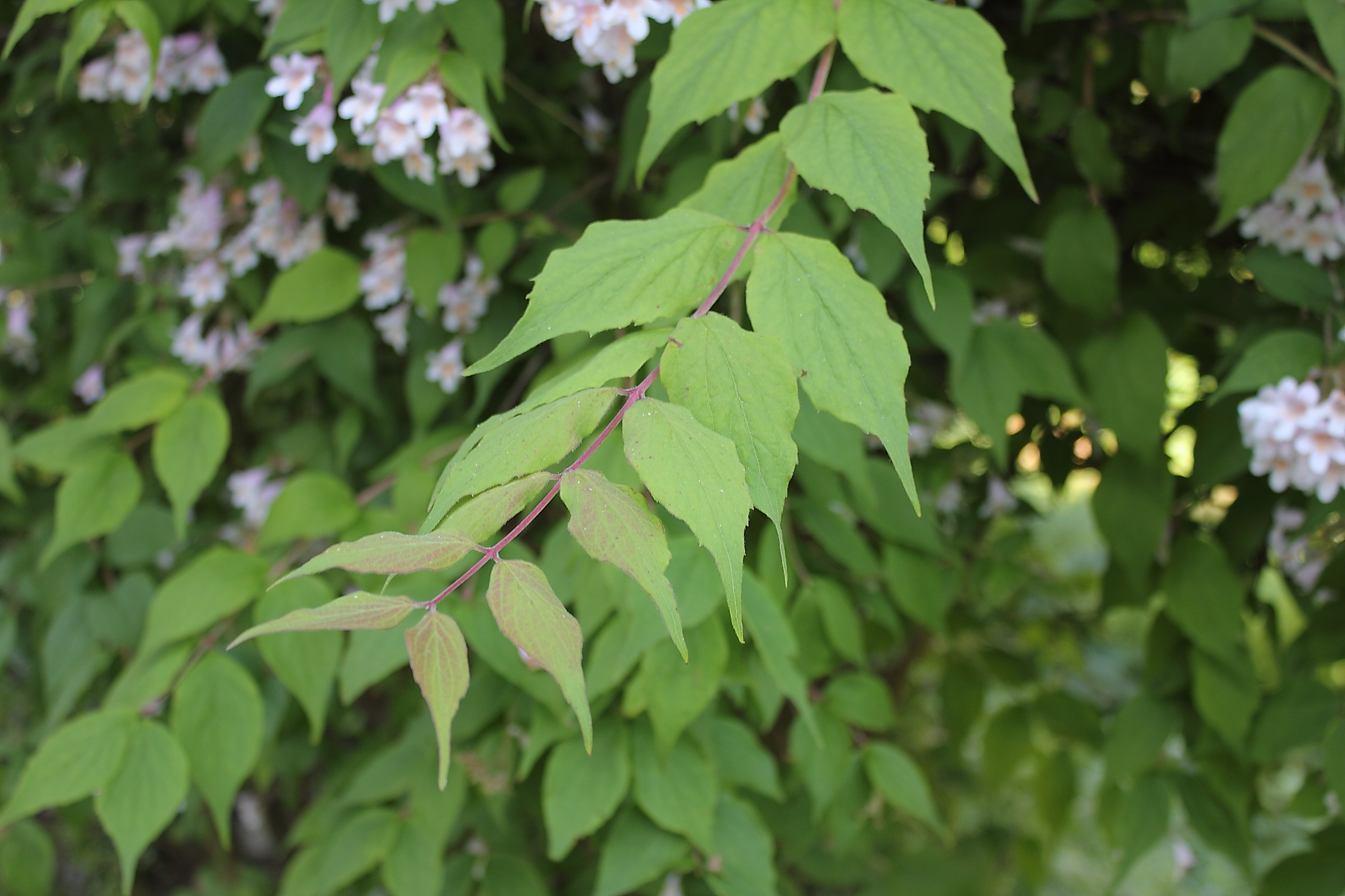